# Parastacus pilimanus
Parastacus pilimanus är en kräftdjursart som först beskrevs av von Martens 1869.  Parastacus pilimanus ingår i släktet Parastacus och familjen Parastacidae. IUCN kategoriserar arten globalt som livskraftig. Inga underarter finns listade i Catalogue of Life.